# Fläckögonlocksmal
Fläckögonlocksmal (Pseudopostega auritella) är en fjärilsart som först beskrevs av Jacob Hübner 1813.  Fläckögonlocksmal ingår i släktet Pseudopostega, och familjen ögonlocksmalar. Enligt den finländska rödlistan är arten nära hotad i Finland. Arten är reproducerande i Sverige. Artens livsmiljö är strandängar vid Östersjön.